# James Alday
James Alday (1516-1576) est un navigateur, explorateur, corsaire et pirate anglais du XVIe siècle. Allié aux corsaires James Logan et William Cooke, il participe à de nombreuses attaques contre des intérêts espagnols dans les années 1540. On lui attribue, ainsi qu’à Sebastian Cabot et Henry Ostrich, l’établissement d’une route commerciale maritime entre l’Angleterre et la Côte des Barbaresques (le littoral des actuels Maroc, Algérie, Tunisie et Libye).
Il affirme avoir organisé la première traversée connue vers la Côte des Barbaresques, « initiant le commerce avec la Côte des Barbaresques », et d’en avoir délégué le commandement pour des raisons de santé, bien qu’il aurait voulu la commander lui-même. Cette expédition est un échec et une expédition concurrente, commandée par Thomas Wyndham, est la première à atteindre la Côte des Barbaresques en 1551. Les affirmations d’Alday seront généralement réfutées, notamment en raison de son implication dans la piraterie et par manque de preuves.

## Biographie
Alday commence sa carrière en tant que skipper, décrit comme « vacillant entre les activités de corsaire et la piraterie ». Aux commandes du Trinity Gilbert, il se joint à James Logan, commandant alors le Flying Ghost, et d’autres et participe à diverses attaques le long des côtes de la Galice dans les années 1540.
Ancien apprenti de Sebastian Cabot, les deux hommes restent proches amis. Alday, Sebastian Cabot et Henry Ostrich cherchent à établir une route commerciale avec la Côte des Barbaresques. Alday affirme avoir organisé le premier voyage connu vers la Côte des Barbaresques mais avoir dû en donner les commandes à un autre capitaine à cause de la maladie (probablement le typhus). En l'absence de preuves, on considère généralement que ce voyage se serait soldé par un échec. Il se pourrait même que les navires n’aient jamais quitté le port. La même année, Thomas Windham commande une expédition concurrente et atteint la Côte des Barbaresques en 1551.
Dans une lettre adressée à son ami Michael Look, Alday lui indique que lui et une partie de l’équipage ont été victimes d’une maladie qui les fait transpirer et qui a tué ceux avec qui il s’était allié pour ce voyage : John Lutterel, John Fletcher, Henry Ostrich et d’autres. Seul Alday y survit, mais sa guérison prend un certain temps. Pendant ce temps, Thomas Windham a déjà mis le cap vers le Maroc, emmenant avec lui des navires de Portsmouth,. Alday dira que « Windham a quitté Portsmouth avant que je ne sois capable de me tenir debout et après que la maladie m’a fait perdre 80 livres ».
Alday se porte ensuite volontaire pour accompagner Martin Frobisher dans son expédition de 1576, qui avait pour but de trouver le Passage du Nord-Ouest reliant l’océan Atlantique à l’océan Pacifique. Il était prêt à risque sa vie « à l’extrême ». Toutefois, son nom n’apparaît pas dans la liste des marins qui ont été payés après leur retour et il est possible qu’il soit mort dans cette expédition.
Cependant, certains documents montrent qu’Alday aurait commandé une expédition infructueuse vers le Groenland, à la demande du roi Frédéric II de Danemark, en 1579. Le roi pourrait avoir fait appel à Alday en raison de son expérience avec Martin Frobisher. Il aurait mis le cap vers le Groenland avec l’ordre de reconquérir cette colonie pour le compte du Royaume du Danemark et de Norvège et de convertir les habitants au luthéranisme. L’expédition aurait été retardée en raison d’un navire qui devait être remplacé puis par le mauvais temps. Après avoir atteint le Groenland, l’expédition n’aurait pas réussi à accoster à cause d’une quantité de glace trop importante près du rivage et aurait fait demi-tour.

## Sources
- (en) Cet article est partiellement ou en totalité issu de l’article de Wikipédia en anglais intitulé « James Alday » (voir la liste des auteurs).